# 陶酔
| ウィキペディアには「陶酔」という見出しの百科事典記事はありません（タイトルに「陶酔」を含むページの一覧/「陶酔」で始まるページの一覧）。 代わりにウィクショナリーのページ「陶酔」が役に立つかもしれません。 |